# 丹羽長之
丹羽 長之（にわ ながゆき）は、江戸時代前期の大名。陸奥国二本松藩3代藩主。通称は主殿。官位は従五位下・越前守。丹羽家第4代。

## 略歴
第2代藩主・丹羽光重の次男。母は松田氏。初名は重昌。
貞享4年（1684年）9月6日、第5代将軍・徳川綱吉にお目見えする。元禄5年（1692年）7月26日、子のなかった兄・長次の養子となる。同年8月15日、将軍・徳川綱吉に改めてお目見えする。同年12月18日、従五位下越前守に叙任する。元禄11年（1698年）8月23日、家督を相続した。元禄13年（1700年）に死去した。
跡を長男・秀延が継いだ。戒名は巖枩院殿前越州太守徴外宗紘大居士。墓所は福島県二本松市の大隣寺。

## 系譜
父母
- 丹羽光重（実父）
- 松田氏 ー 側室（実母）
- 丹羽長次（養父）

側室
- 松本氏

子女
- 丹羽秀延（長男）生母は松本氏（側室）
- 丹羽高寛正室、生母は松本氏（側室）